# آرلو-آن-گوئل
آرلو-آن-گوئل (به فرانسوی: Arleux-en-Gohelle) یک کمون در فرانسه است که در پا-دو-کاله واقع شده‌است. آرلو-آن-گوئل ۶٫۲۷ کیلومتر مربع مساحت دارد ۶۹ متر بالاتر از سطح دریا واقع شده‌است.